# Lithilaria
Lithilaria là một chi bướm đêm thuộc họ Erebidae.